# Doom Dada
«Doom Dada» (кор. 둠 다다) — песня южнокорейского рэпера и участника группы Big Bang T.O.P, выпущенная как сингл на лейбле YG Entertainment 15 ноября 2013 года. Она была написана T.O.P совместно с американским продюсером и диджеем Choice37, работающим в Корее.
«Doom Dada» вышла в цифровом формате 15 ноября 2013 года, с размещением анонса на официальном сайте YG Entertainment и выпуском тизера к видеоклипу. 13 декабря был выпущен физический сингл-альбом, включающий компакт-диск с песней «Doom Dada», её инструментовкой, неизданными видеоклипами, а также фотокнигу со сценами съёмок.

## Музыка
Музыка «Doom Dada» — это соединение хип-хопа, музыки электронной и экспериментальной. Вокальные данные исполнителя — его низкий и хриплый голос — в сочетании с развитой инструментальной составляющей создают песне мистическую ауру, погружающую в размышления. «Взрывные биты» противопоставлены приглушённому исполнению, что усложняет произведение и вовлекает слушателя в исследование его глубин. Это произведение одно из самых новаторских в творчестве T.O.P, которое нельзя отнести ни к одному из стилевых направлений музыки K-pop.

## Текст
Автор намеренно использует тёмную, двусмысленную манеру высказывания, полную загадок, что оставляет свободу в толковании содержания песни. Это позволяет каждому слушателю сформировать собственное понимание текста. Основные мотивы в «Doom Dada» — испытание художника славой, противостояние личности и общества и внутренние конфликты, неизбежные спутники артистической жизни. Используя язык, полный метафор, T.O.P побуждает искать в песне скрытые послания.
Давление общества на индивидуум — одна из проблем, поднимаемых автором, который призывает хранить свою уникальность, вопреки окружающей косности. T.O.P погружается в вопросы принятия человеком себя в своём неповторимом своеобразии, преодоления трудностей, преследующих артиста и необходимости самовыражения, когда отвергаются ограничения, предписываемые общественным мнением.

## Клип
Чёрно-белый видеоклип «Doom Dada» является зеркальным отражением видео на предыдущий сингл T.O.P «Turn It Up». Режиссёром музыкального клипа на «Doom Dada» был Со Хён Сын. Здесь нашли отражение личные вкусы T.O.P —  образный ряд построен на отсылках к фильмам Стэнли Кубрика «Космическая одиссея 2001 года» (1968), вестерну Ким Чжи Уна «Хороший, плохой, долбанутый» (2008), и «Андалузскому псу» Луиса Бунюэля и Сальвадора Дали (1928). Чтобы подчеркнуть влияние известного сюрреалиста, T.O.P появляется в клипе с усами, закрученными вверх, как носил усы Дали. В клипе цитируются две его картины: «Ребенок-карта мира» (1939) и «Три сфинкса Бикини» (1947). В качестве реквизита в некоторых сценах использована мебель из коллекции T.O.P.
Название песни составлено из слэнгового обозначения гибели или смерти — «Doom», и отсылки к авангардному движению начала XX века — дадаизму — «Dada» — важной вехе в истории искусства и кино. Название песни намеренно загадочное, открытое для свободного толкования. По словам T.O.P, в песне высмеивается то, как средства массовой информации манипулируют людьми.

## Специальное японское издание
Специальное издание сингла для Японии вышло 12 марта 2014 года, «DOOM DADA Japan Special Edition» состоит из DVD с музыкальным видео «DOOM DADA», видео о создании, музыкальным видео «Turn It Up» 2010 года, сольных выступлений T.O.P из BIGBANG JAPAN DOME TOUR 2013—2014, а также CD, с четырьмя сольными песнями T.O.P и буклета. Этот пакет был первым сольным специальным пакетом T.O.P в Японии и занял первое место в чарте Oricon Daily Comprehensive DVD.

## Восприятие
В интервью fuse.tv T.O.P рассказал, что клип «Doom Dada» его вдохновили культовые фильмы. Отмечается, что в клипе рэпер, который получил международное признание в том числе и за привлекательную внешность, в этой песне с самым нехарактерным для K-pop видео, раскрыл себя с неожиданной стороны. В программе Fuse News «Fuse любит Сеул: от К-поп до хип-хопа» T.O.P отметил, что он «хотел снять уникальное видео, которое выглядело бы как культовый фильм с некоторыми забавными элементами».
«Doom Dada» получила первое место в рейтинге 10 лучших треков K-pop за 2013 год по версии издания Dazed. В своём обзоре журналист Тейлор Глэсби, объясняя присуждение первого места «треку, который не хотел быть K-Pop», определяла песню как «неожиданную и, с точки зрения поп-музыки, практически непроницаемую при первом прослушивании. По мнению Глэсби, «…лирические ритмы одновременно и заманчивы, и отчуждены, в то время как биты соответствуют трэпу и рваному трайбализму M.I.A. Но если пойти глубже, то узнаваемые каденции раскрывают себя… это K-Pop, но хитрый, неистовый и скользкий». Автор Dazed пришла к выводу, что эта композиция знаменует собой тот выбор, который предстоит сделать K-pop, уже прошедшему определённый путь развития и находящемуся в плену стереотипов. Как и в своё время западная музыка, K-pop должен «…эволюционировать или умереть. T.O.P не будет единолично возглавлять это, но его лейбл YG может — «Doom Dada» (и его неожиданный успех) — захватывающее и интригующее тому доказательство».
В The Singles Jukebox были представлены различные мнения на премьеру песни. Критик Мэделин Ли вспомнила предыдущий сингл T.O.P «Turn It Up», который за четыре года до выхода «Doom Dada» «был оставлен умирать, запекаясь в пустыне» (намёк на видеоклип к «Turn It Up»), «Doom Dada» воспринимается как возвращение. «Тяжёлый бит и припев из одной ноты деформировались и ушли в гул». Вместо отсылки к высокой моде (Givenchy, McQueen) пришло искусство (Basquiat, Kubrick), вместо «самодовольных посылов соблазнения» — картина ядерного конца света и стихотворная декламация корейского алфавита. В конце концов, «это больше шум, чем сигнал, но бесконечное повторение названия — это настоящий дадаизм»: бунт против устоев, призыв к действию, которого никогда не будет, в итоге — самоуничтожение.
Соня Николсон отмечает, что полгода спустя после последнего появления на публике «самый сексуальный мужчина в мире» удивляет (или нет) новым хитом, вроде бы «не мейнстримового» звучания. Однако это рифмуется с настоящим моментом: «разве мы не на пике бессмыслицы, пике хип-хопа и пике алфавита»? У дадаистского гимна бессмыслице есть все шансы понравиться слушателям хотя бы припевом, поддержанным «жёстким хип-хоп битом». Это здесь наблюдается неожиданный и «подлинный художественный импульс». По мнению критика, упоминание певцом Баскии ещё более подчёркивает слияние с «ультрасовременной тенденцией». Рэп T.O.P может быть обо всем, и это всё получит значимость: будь то алфавит, будь то национальный гимн.
Скептически настроенный Седрик ле Меррер не верит власти, которую приписывают себе певцы в своих произведениях, однако, если к этому подмешать «немного глупости», то всё будет звучать убедительно: «Как и G-Dragon, T.O.P. достаточно дурашлив, чтобы я с радостью поверил всему, что он говорит о том, какой он замечательный».
Джессика Дойл уверена, что насмешки T.O.P над корейцами и «средствами массовой информации» не есть общественно значимое высказывание, поэтому «Doom Dada» производит большое впечатление, но является ме́ньшим, чем кажется вначале. Тем не менее, смесь страха и важности создаёт интересную для прослушивания вещь. T.O.P, наверное, сам не понимает, создаёт ли он хаос или лишь ожидает его, остаётся только надеяться, что «он найдет достаточно безопасное место, чтобы продолжить», то, что начал.
Дэниел Монтесинос-Донаги отмечает, что T.O.P прекрасно осведомлён о своих сильных сторонах и умело пользуется ими — властный тембр и ловкий флоу. «Doom Dada» не назовёшь чем-то необыкновенным в музыкальном отношении: «сильно отфильтрованные трэп-барабаны и завывающие вокальные сэмплы делают его более мрачным родственником „Nilira“ G-Dragon». То, что впечатляет критика у T.O.P — его «вокальная акробатика» «в стиле Эминема» — он претворяет любое отсутствие смысла в команду, и управляет сложными слогами так, что они складываются «в схватки перкуссиониста». T.O.P подвластны выстрелы, таблы, скоростной рэп (gunshots, tablas, speed-raps) «uju wireul bogo deudneun neukkim» («такое ощущение, будто я смотрю сверху»), создаётся впечатление скольжения по словам. Он делает знакомое странным, «что требует определенного мастерства».
Брэд Шоуп считает, что низкий голос T.O.P — то, что делает любую мелодию Big Bang особенной. Соло он способен на трапповый, вдохновленный Diplo, звук. Намёки на его навыки и бедствия, которые станут их следствием, «буржуазные отсылки к пино нуар и Баскии», а в финале «несколько странных подмигиваний развивающемуся миру». Любовь к вольным ассоциациям ставит критика в тупик, он, слушая «Doom Dada», признаёт, что ожидал бы «больше дурачества».
Сразу после выхода «Doom Dada» была воспринята неоднозначно, из-за провокационного характера, экстравагантность и несоответствие традициям K-pop. Однако со временем за свои художественные достоинства композиция завоевала признание как у слушателей, так и у критиков, получив статус культовой и вершины творчества T.O.P.

## Клип к «Doom Dada» как короткометражный фильм
Bидео «Doom Dada» относится к музыкальным клипам в форме короткометражного кино. Начало к созданию подобных музыкальных видео в корейской поп-индустрии было положено в 2012 году, когда группа Super Junior выпустила серию подобных клипов.
Тизер, выпущенный к клипу, где T.O.P едет по пустыне в мотоцикле с коляской, в которой сидит уродливый младенец, позиционировал видео «Doom Dada» как нечто «очень особенное», что не будет воспринято большей частью зрителей. Это сложносочинённое действие, включающее отсылки к различным эпохам, жанрам кинематографа и истории искусства.  Однако и сама композиция и клип заняли верхние позиции в чартах, возможно этому способствовала популярность T.O.P как исполнителя и актёра. 
В первой сцене группа обезьян находит в куче костей микрофон, различные манипуляции животных с находкой в конечном счёте приводят к появлению музыки. Этот эпизод отсылает к «Космической Одиссее» Кубрика, а сам видеоряд превращения обезьян в человека выстроен так, как в эпоху немого кино составлялись серии из отдельных снимков. Сцены с T.O.P на зебре и T.O.P, едущим по пустыне на мотоцикле, навеяны фильмом «Хороший, плохой, долбанутый» — вестерном, где действие происходит в начале 1930-х годов в Маньчжурии. В видео декларируется жанровая эклектика, утверждающая связь кинематографа и вообще искусства с сюрреализмом и дадаизмом. В тексте упоминается неоэкспрессионист Жан-Мишель Баския и демонстрируется картина корейского художника-абстракциониста Ким Ван Ки «Олень». Автору показалась интересной идея соединения в одном пространстве постмодерна и современного искусства. T.O.P восседает на фоне копии картины, а рядом с ним стоит живой олень: «Песня высмеивает феномен слепого следования людям за средствами массовой информации. В клипе живой олень контрастирует с мёртвыми медиа».
За несколько месяцев до вышел сингл «Coup d’Etat» лидера Big Bang G-Dragon (GD). Во вступительных сценах клипа к синглу GD, незадолго до этого попробовавший себя в качестве модели в рекламном бизнесе, показан в виде уродливого существа с обвисшей кожей. «В Coup d’Etat и Doom Dada певцы предстают не только в образе ручных моделей, обычно ассоциирующихся с корейской поп-индустрией, но и уродливыми и даже обезьяноподобными, высмеивая важность внешнего вида и в то же время ссылаясь на подрывную силу музыки и искусства в целом…». В обеих песнях критикуются СМИ, при этом в видеоклипах отвергается традиционно принятое в K-pop представление музыкального произведения. Отказ от клишированных форм — послание с двумя смыслами: «… сомнение в концепции продукта становится частью самого продукта». По мнению исследователя корейской культуры, подобный ход, использовавшийся в 2010-х и другими исполнителями (Rap Monster в «Awakening» (2015), Bobby в «Run Away» (2017), Seventeen в «Trauma» (2017) или «Ugly» 2NEl (2011)), может «предвещать поворотный момент» в музыкальной индустрии.

## Позиции в чартах и продажи
| Чарт (2013)                               | Высшая позиция |
| ----------------------------------------- | -------------- |
| Южная Корея (Gaon Weekly Digital Chart)   | 4              |
| Южная Корея (Gaon Monthly Digital Chart)  | 21             |
| Южная Корея (Gaon Weekly Download Chart)  | 5              |
| Южная Корея (Gaon Weekly Streaming Chart) | 8              |
| Южная Корея (Gaon Weekly Album Chart)     | 13             |
| США (Billboard World Digital Songs)       | 3              |

### Продажи
| Чарт                | Продажи |
| ------------------- | ------- |
| Gaon Download Chart | 602,050 |
| Gaon Album Chart    | 20,885  |

## Релизы
| Region      | Date              | Format           | Label                      |
| ----------- | ----------------- | ---------------- | -------------------------- |
| South Korea | November 15, 2013 | Digital download | YG Entertainment, KT Music |
| Worldwide   | November 15, 2013 | Digital download | YG Entertainment, KT Music |
| South Korea | December 13, 2013 | CD single        | YG Entertainment, KT Music |
| Worldwide   | December 13, 2013 | CD single        | YG Entertainment, KT Music |
| Japan       | December 18, 2013 | Digital download | YG Entertainment, YGEX     |

## Значение
«Doom Dada» не имела большого коммерческого успеха, но снискала любовь среди фан-базы T.O.P и признание музыкальных критиков. Композиция по замыслу автора открыта для свободной интерпретации, что делает её притягательной и сохраняет интерес к ней спустя годы. Песня раскрывает способность T.O.P к неординарному творчеству, его склонность к самопознанию (и вовлечение в этот процесс слушателей), открытость новому. «Doom Dada» признана одной из самых ярких песен в творчестве T.O.P.